# Campo Real
Campo Real település Spanyolországban, Madrid tartományban. Campo Real Arganda del Rey, Loeches, Pozuelo del Rey, Valdilecha és Perales de Tajuña községekkel határos. Lakosainak száma 6802 fő (2024).

## Népesség
A település népessége az utóbbi években az alábbiak szerint változott:
| Lakosok száma | 2839 | 3544 | 4466 | 5087 | 5668 | 5775 | 5995 | 6210 | 6651 | 6802 |
|               | 2001 | 2004 | 2007 | 2009 | 2012 | 2014 | 2017 | 2019 | 2022 | 2024 |